# Jonaswalde
Jonaswalde  est une commune allemande de l'est du land de Thuringe située dans l'arrondissement du Pays-d'Altenbourg. Jonaswalde fait partie de la Communauté d'administration de la Sprotte.

## Géographie

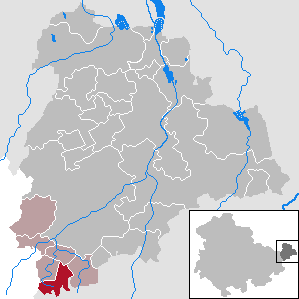
Situation de la commune (en rouge) dans l'arrondissement d'Altenbourg

Jonaswalde est située au sud de l'arrondissement, sur la Heukewalder Sprotte, à la limite avec l'arrondissement de Greiz et avec l'arrondissement de Zwickau (Saxe, à 7 km au sud-ouest de Schmölln et à 19 km au sud-ouest d'Altenbourg. La commune est composée des deux villages de Jonaswalde et Nischwitz. 
Communes limitrophes (en commençant par le nord et dans le sens des aiguilles d'une montre) : Heukewalde, Vollmershain, Thonhausen, Crimmitschau et Rückersdorf.

## Histoire
De 1826 à 1918, le village a appartenu au duché de Saxe-Altenbourg (Ostkreis).
De 1952 à 1990, la commune  a fait partie de l'arrondissement de Gera-Land, dans le district de Gera.

## Démographie
| 1900 | 1933 | 1939 | 1995 | 2000 | 2005 | 2010 |
| ---- | ---- | ---- | ---- | ---- | ---- | ---- |
| 529  | 462  | 432  | 360  | 358  | 342  | 329  |